# Svetkovina Krista Kralja
Svetkovina Krista Kralja (lat. Festus Christi Regis) ili Nedjelja Krista Kralja (Dominica Christi Regis, Dominica Regni Christi) je svetkovina u liturgijskom kalendaru koja se u Katoličkoj Crkvi slavi zadnje nedjelje prije početka došašća. 
Puni naziv svetkovine je Svetkovina Gospodina našega Isusa Krista, Kralja svega stvorenja (Sollemnitas Domini Nostri Iesu Christi Universorum Regis).

## Povijest
Papa Pio XI. ustanovio je svetkovinu Krista Kralja svojom enciklikom Quas Primas, 11. prosinca 1925. kao odgovor na tadašnji rast sekularizma i komunizma, koji niječu Kristov suverenitet.
Svetkovina se slavila zadnje nedjelje listopada. Reformom kalendara nakon Drugoga vatikanskog sabora 1969., slavi se zadnje nedjelje prije početka došašća, što je obično krajem studenoga. 
Osim katolika tu svetkovinu imaju i anglikanci i neke protestantske zajednice u SAD-u.
U Hrvatskoj djeluje laički svjetovni institut Suradnice Krista Kralja, koji je utemeljila Marica Stanković.

## U umjetnosti
- Krist Kralj, zidni oslik Ive Dulčića u splitskoj crkvi Gospe od Zdravlja[3]